# Campionati europei juniores di atletica leggera 1997
Il XIV Campionato europeo juniores di atletica leggera si è disputato a Lubiana, in Slovenia, dal 24 al 27 luglio 1997.

## Risultati
I risultati del campionato sono stati:

### Uomini
| Specialità             | Oro                                                                    | Prestazione | Argento                                                                            | Prestazione | Bronzo                                                                  | Prestazione |
| Corse piane            |                                                                        |             |                                                                                    |             |                                                                         |             |
| 100 metri              | Dwain Chambers Regno Unito                                             | 10"06       | Christian Malcolm Regno Unito                                                      | 10"24       | Frédéric Krantz Francia                                                 | 10"35       |
| 200 metri              | Christian Malcolm Regno Unito                                          | 20"51       | Piotr Berestiuk Polonia                                                            | 20"91       | Mark Findlay Regno Unito                                                | 20"99       |
| 400 metri              | David Canal Spagna                                                     | 46"04       | Periklīs Iakōvakīs Grecia                                                          | 46"68       | David Naismith Regno Unito                                              | 47"11       |
| 800 metri              | Nils Schumann Germania                                                 | 1'51"00     | Robert Neryng Polonia                                                              | 1'51"45     | Roman Oravec Rep. Ceca                                                  | 1'51"51     |
| 1.500 metri            | Gert-Jan Liefers Paesi Bassi                                           | 3'46"91     | Benjamin Hetzler Germania                                                          | 3'48"15     | Gareth Turnbull Irlanda                                                 | 3'48"16     |
| 5.000 metri            | Bouabdellah Tahri Francia                                              | 14'25"71    | Ferenc Békési Ungheria                                                             | 14'27"87    | Juan Carlos Higuero Spagna                                              | 14'31"79    |
| 10.000 metri           | Ovidiu Tat Romania                                                     | 29'56"35    | Mustafa Mohamed Svezia                                                             | 30'04"33    | Jussi Utriainen Finlandia                                               | 30'23"02    |
| Corse a ostacoli       |                                                                        |             |                                                                                    |             |                                                                         |             |
| 3000 metri siepi       | Günther Weidlinger Austria                                             | 8'41"54     | Roman Usov Russia                                                                  | 8'48"47     | Antonio Martínez Spagna                                                 | 8'56"60     |
| 110 metri ostacoli     | Tomasz Ścigaczewski Polonia                                            | 13"55       | Staņislavs Olijars Lettonia                                                        | 13"74       | Jan Schindzielorz Germania                                              | 14"10       |
| 400 metri ostacoli     | Boris Gorban Russia                                                    | 50"95       | Aljoscha Nemitz Germania                                                           | 51"08       | Boris Vazovan Slovacchia                                                | 51"26       |
| Staffette              |                                                                        |             |                                                                                    |             |                                                                         |             |
| Staffetta 4x100 m      | Regno Unito Uvie Ugono Mark Findlay Christian Malcolm Dwain Chambers   | 39"62       | Francia Vincent Caure Frédéric Krantz Didier Héry Dimitri Demoniere                | 39"89       | Germania Thomas Hüttinger Tim Studzinski Thomas Zeimentz Jirka Zapletal | 40"26       |
| Staffetta 4x400 m      | Spagna Adrián Fernández Luis María Flores Alberto Martínez David Canal | 3'08"18     | Grecia Evággelos Moustakidis Yeóryios Ikonomídis Ioánnis Lessis Periklīs Iakōvakīs | 3'08"29     | Regno Unito Lee Black Michael Parper Mark Rowlands David Naismith       | 3'08"97     |
| Corse su strada        |                                                                        |             |                                                                                    |             |                                                                         |             |
| 10 km marcia           | Andrea Manfredini Italia                                               | 42'43"75    | André Höhne Germania                                                               | 43'00"71    | Martin Pupiš Slovacchia                                                 | 43'11"53    |
| Salti                  |                                                                        |             |                                                                                    |             |                                                                         |             |
| Salto in alto          | Hennazdy Maroz Bielorussia                                             | 2,20 m      | Ben Challenger Regno Unito                                                         | 2,20 m      | Aleksey Lesnichiy Bielorussia                                           | 2,17 m      |
| Salto con l'asta       | Lars Börgeling Germania                                                | 5,40 m      | Pavel Gerasimov Russia                                                             | 5,30 m      | Christian Linskey Regno Unito                                           | 5,00 m      |
| Salto in lungo         | Nathan Morgan Regno Unito                                              | 7,90 m      | Raúl Fernández Spagna                                                              | 7,90 m      | Yann Domenech Francia                                                   | 7,87 m      |
| Salto triplo           | Viktor Gushchinskiy Russia                                             | 16,78 m     | Ionut Punga Romania                                                                | 16,43 m     | Eduardo Pérez Spagna                                                    | 16,40 m     |
| Lanci                  |                                                                        |             |                                                                                    |             |                                                                         |             |
| Getto del peso         | Ralf Bartels Germania                                                  | 18,30 m     | Mikuláš Konopka Slovacchia                                                         | 17,63 m     | Peter Sack Germania                                                     | 17,23 m     |
| Lancio del disco       | Emeka Udechuku Regno Unito                                             | 53,90 m     | Patrick Stang Germania                                                             | 53,02 m     | Zoltán Kővágó Ungheria                                                  | 52,90 m     |
| Lancio del martello    | Maciej Pałyszko Polonia                                                | 74,12 m     | Sergey Martemyanov Bielorussia                                                     | 70,62 m     | Olli-Pekka Karjalainen Finlandia                                        | 69,84 m     |
| Lancio del giavellotto | Adrian Markowski Polonia                                               | 78,42 m     | Juha Aarnio Finlandia                                                              | 77,60 m     | Christian Fusenig Germania                                              | 75,86 m     |
| Prove multiple         |                                                                        |             |                                                                                    |             |                                                                         |             |
| Decathlon              | Chiel Warners Paesi Bassi                                              | 7664 p.     | Steffen Munz Germania                                                              | 7258 p.     | Sebastian Knabe Germania                                                | 7218 p.     |

### Donne
| Specialità             | Oro                                                                | Prestazione | Argento                                                                  | Prestazione | Bronzo                                                                  | Prestazione |
| Corse piane            |                                                                    |             |                                                                          |             |                                                                         |             |
| 100 metri              | Johanna Manninen Finlandia                                         | 11"39       | Agné Visockaité Lituania                                                 | 11"42       | Erica Marchetti Italia                                                  | 11"47       |
| 200 metri              | Sabrina Mulrain Germania                                           | 23"35       | Muriel Hurtis Francia                                                    | 23"36       | Johanna Manninen Finlandia                                              | 23"43       |
| 400 metri              | Kristina Perica Croazia                                            | 53"07       | Alina Râpanu Romania                                                     | 53"10       | Cindy Éga Francia                                                       | 53"17       |
| 800 metri              | Anca Safta Romania                                                 | 2'03"47     | Aleksandra Deren Polonia                                                 | 2'03"70     | Miriam Mašeková Slovacchia                                              | 2'06"17     |
| 1.500 metri            | Natalya Yevdokimova Ucraina                                        | 4'23"34     | Malgorzata Bury Polonia                                                  | 4'24"37     | Ljiljana Ćulibrk Croazia                                                | 4'24"75     |
| 3.000 metri            | Laura Suffa Germania                                               | 9'13"44     | Sonja Stolić Jugoslavia                                                  | 9'15"45     | Sandra Levenez Francia                                                  | 9'15"61     |
| 5.000 metri            | Katalin Szentgyörgyi Ungheria                                      | 16'38"73    | Tatyana Gerasimova Russia                                                | 16'39"31    | Ionela Bungardean Romania                                               | 16'39"97    |
| Corse a ostacoli       |                                                                    |             |                                                                          |             |                                                                         |             |
| 100 m ostacoli         | Tatyana Mishakova Russia                                           | 13"49       | Éva Miklós Romania                                                       | 13"81       | Hanna Korell Finlandia                                                  | 13"92       |
| 400 m ostacoli         | Florence Delaune Francia                                           | 57"91       | Thelma Joziasse Paesi Bassi                                              | 58"65       | Medina Tudor Romania                                                    | 58"85       |
| Staffette              |                                                                    |             |                                                                          |             |                                                                         |             |
| Staffetta 4x100 m      | Germania Anne Reucher Marion Wagner Alice Reuss Sabrina Mulrain    | 44"24       | Regno Unito Rebecca Drummond Sarah Wilhelmy Melanie Purkiss Tatum Nelson | 45"55       | Polonia Ewa Klarecka Agnieszka Rysiukiewicz Monika Giemzo Anna Pacholak | 45"59       |
| Staffetta 4x400 m      | Francia Katiana Rene Florence Delaune Sylvanie Morandais Cindy Ega | 3'33"73     | Ungheria Enikö Szabó Renata Balazsic Krisztina Doma Barbara Petráhn      | 3'34"90     | Germania Kerstin Seitz Jennifer Vollrath Doreen Harstick Claudia Marx   | 3'34"94     |
| Corse a ostacoli       |                                                                    |             |                                                                          |             |                                                                         |             |
| 10 km marcia           | Claudia Iovan Romania                                              | 21'15"99    | Lyudmila Dedekina Russia                                                 | 21'42"21    | Lyudmila Yefimkina Russia                                               | 22'04"11    |
| Salti                  |                                                                    |             |                                                                          |             |                                                                         |             |
| Salto in alto          | Linda Horvath Austria                                              | 1,92 m      | Marina Kuptsova Russia                                                   | 1,90 m      | Svetlana Lapina Russia                                                  | 1,90 m      |
| Salto con l'asta       | Annika Becker Germania                                             | 4,00 m      | Vala Flosadóttir Islanda                                                 | 4,00 m      | Monika Erlach Austria                                                   | 3,95 m      |
| Salto in lungo         | Aurélie Félix Francia                                              | 6,52 m      | Sandra Stube Germania                                                    | 6,50 m      | Olivia Wöckinger Austria                                                | 6,47 m      |
| Salto triplo           | Adelina Gavrilă Romania                                            | 13,58 m     | Marija Martinović Jugoslavia                                             | 13,54 m     | Diāna Ņikitina Estonia                                                  | 13,45 m     |
| Lanci                  |                                                                    |             |                                                                          |             |                                                                         |             |
| Getto del peso         | Yelena Ivanenko Bielorussia                                        | 17,05 m     | Nadine Banse Germania                                                    | 16,60 m     | Assunta Legnante Italia                                                 | 16,18 m     |
| Lancio del disco       | Lacramioara Ionescu Romania                                        | 52,54 m     | Satu Järvenpää Finlandia                                                 | 51,48 m     | Philippa Roles Regno Unito                                              | 50,62 m     |
| Lancio del martello    | Kamila Skolimowska Polonia                                         | 59,72 m     | Sini Pöyry Finlandia                                                     | 59,42 m     | Susanne Keil Germania                                                   | 59,22 m     |
| Lancio del giavellotto | Nikolett Szabó Ungheria                                            | 61,86 m     | Sarah Walter Francia                                                     | 57,34 m     | Bina Ramesh Francia                                                     | 55,78 m     |
| Prove multiple         |                                                                    |             |                                                                          |             |                                                                         |             |
| Eptathlon              | Saskia Meijer Paesi Bassi                                          | 5882 p.     | Yelena Chernyavskaya Russia                                              | 5827 p.     | Sonja Kesselschläger Germania                                           | 5753 p.     |

## Medagliere
Legenda
     Paese ospitante
| Posizione | Paese       | Oro | Argento | Bronzo | Totale |
| --------- | ----------- | --- | ------- | ------ | ------ |
| 1         | Germania    | 7   | 7       | 8      | 22     |
| 2         | Regno Unito | 5   | 3       | 5      | 13     |
| 3         | Romania     | 5   | 3       | 2      | 10     |
| 4         | Polonia     | 4   | 4       | 1      | 9      |
| 5         | Francia     | 4   | 3       | 5      | 12     |
| 6         | Russia      | 3   | 6       | 2      | 11     |
| 7         | Paesi Bassi | 3   | 1       | 0      | 4      |
| 8         | Ungheria    | 2   | 2       | 1      | 5      |
| 9         | Spagna      | 2   | 1       | 3      | 6      |
| 10        | Bielorussia | 2   | 1       | 1      | 4      |
| 11        | Austria     | 2   | 0       | 2      | 4      |
| 12        | Finlandia   | 1   | 3       | 4      | 8      |
| 13        | Italia      | 1   | 0       | 2      | 3      |
| 14        | Croazia     | 1   | 0       | 1      | 2      |
| 15        | Ucraina     | 1   | 0       | 0      | 1      |
| 16        | Grecia      | 0   | 2       | 0      | 2      |
| 16        | Jugoslavia  | 0   | 2       | 0      | 2      |
| 16        | Slovacchia  | 0   | 1       | 3      | 4      |
| 19        | Lituania    | 0   | 1       | 0      | 1      |
| 19        | Lettonia    | 0   | 1       | 0      | 1      |
| 19        | Islanda     | 0   | 1       | 0      | 1      |
| 19        | Svezia      | 0   | 1       | 0      | 1      |
| 23        | Estonia     | 0   | 0       | 1      | 1      |
| 23        | Irlanda     | 0   | 0       | 1      | 1      |
| 23        | Rep. Ceca   | 0   | 0       | 1      | 1      |
| Totale    | Totale      | 43  | 43      | 43     | 129    |